# Santa Monica '72
Santa Monica '72 är ett livealbum av David Bowie, utgivet 1994. Det är inspelat under en konsert 20 oktober 1972 i Santa Monica, Kalifornien, under Ziggy Stardust-turnén. Inspelningen är hämtad från en radiosändning av konserten.
En nyutgåva släpptes 2008 av EMI, under titeln Live Santa Monica '72.

## Låtlista
Samtliga låtar skrivna av David Bowie, om annat inte anges.
1. "Intro" - 0:15
2. "Hang On to Yourself" - 2:47
3. "Ziggy Stardust" - 3:24
4. "Changes" - 3:32
5. "The Supermen" - 2:57
6. "Life on Mars?" - :28
7. "Five Years" - 5:21
8. "Space Oddity" - 5:22
9. "Andy Warhol" - 3:58
10. "My Death" (Jacques Brel/Mort Shuman) - 5:56
11. "The Width of a Circle" - 10:39
12. "Queen Bitch" - 3:01
13. "Moonage Daydream" - 4:38
14. "John I'm Only Dancing" - 3:36
15. "Waiting for the Man" (Lou Reed) - 6:01
16. "The Jean Genie" - 4:02
17. "Suffragette City" - 4:25
18. "Rock 'n' Roll Suicide" - 3:17

## Medverkande
- David Bowie - gitarr, keyboard, sång
- Trevor Bolder - bas
- Mike Garson - keyboard
- Mick Ronson - gitarr, bas, sång
- Mick "Woody" Woodmansey - trummor